# ترابی چامکران
ترابی چامکران (انگلیسی: Turabi Çamkıran؛ زادهٔ ۳ ژوئیهٔ ۱۹۸۷) بازیگر اهل ترکیه است. وی از سال ۲۰۱۳ میلادی تاکنون مشغول فعالیت بوده است.